# APML
Die APML (Attention Profiling Mark-up Language) ist  eine XML-basierende Auszeichnungssprache, zur semantischen Auszeichnung von Aufmerksamkeitsprofilen. Das Format ist auf größtmögliche Portabilität ausgelegt.
Aufmerksamkeitsprofile werden bereits in großer Zahl angelegt, vor allem in Zusammenhang mit Data-Mining. So basieren etwa die Produktempfehlungen beim Internet-Versandhändler Amazon auf Aufmerksamkeitsprofilen. Auch die Musikempfehlungen der Internet-Musikplattform Last.fm werden mittels Aufmerksamkeitsprofilen erzeugt.
Das Dateiformat APML wurde entworfen, um die Vorteile dieser Techniken außerhalb geschlossener Systeme zugänglich zu machen.